# Skalka, Prostějov
Skalka là một làng thuộc huyện Prostějov, vùng Olomoucký, Cộng hòa Séc.